# Xã Black Lick, Quận Indiana, Pennsylvania
Xã Black Lick (tiếng Anh: Black Lick Township) là một xã thuộc quận Indiana, tiểu bang Pennsylvania, Hoa Kỳ. Năm 2010, dân số của xã này là 1.237 người.